# 9106 Yatagarasu
9106 Yatagarasu è un asteroide della fascia principale. Scoperto nel 1997, presenta un'orbita caratterizzata da un semiasse maggiore pari a 2,4828275 UA e da un'eccentricità di 0,0336741, inclinata di 5,51810° rispetto all'eclittica.